# Beydere, Eğirdir
Beydere là một xã thuộc huyện Eğirdir, tỉnh Isparta, Thổ Nhĩ Kỳ. Dân số thời điểm năm 2011 là 214 người.